# Kamelslaget

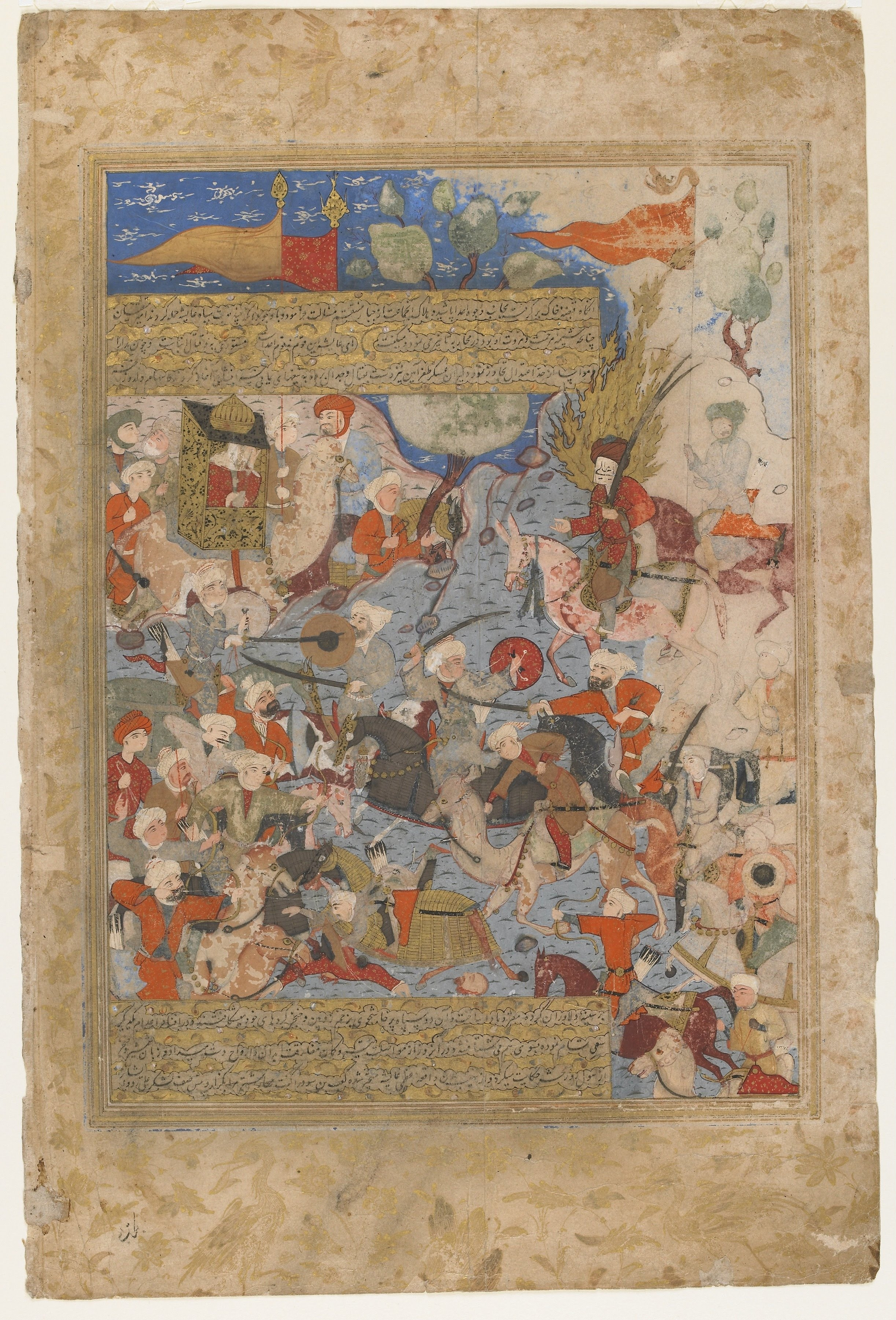
Kamelslaget

Kamelslaget vid Basra i nuvarande Irak år 656 avgjorde det första av två inbördeskrig inom islam som ägde rum  under Ali ibn Abi Talibs tid som härskare över kalifatet. 
Ali var svärson till profeten Muhammed och efterträdde Uthman som den fjärde kalifen. Ali ifrågasattes som kalif till en början av en koalition ledd av Aisha, Muhammeds änka, och sedan av Muawiya I, guvernör av Syrien och släkting till Uthman. Alis oförmåga att finna Uthmans mördare var en stor anledning till de båda revolterna.
I oktober 656 begav sig Ali till Irak i hopp om att samla stöd i Kufa. Han skickade i förväg dit sin son Hasan, som också lyckades vinna stadens vapenföra män för sin faders sak. Ali stannade under tiden i sitt läger och drog, efter att 12 000 kufier förenat sig med honom, därifrån mot Basra. Efter en fruktlös underhandling med Alis fiender Talha ibn Ubaydullah och Zubayr ibn al-Awwam kom det till strid.
Talha sårades dödligt i striden. Zubayr lämnade slagfältet och dödades under flykten. Men kring den kamel som Aisha satt på, för att enligt fornarabisk sed uppelda krigarnas mod, var striden länge oavgjord. Först då kamelen, som slaget har fått sitt namn efter, hade störtat, tillföll segern Ali.
Detta var första gången som två muslimska arméer stod mot varandra. Ali tog Aisha tillfånga och skickade henne med militäreskort tillbaka till Medina. Aisha drog sig tillbaka till privatlivet och Irak underkastade sig Ali, som nu stannade kvar där och residerade i Kufa.